# Pheidole anima

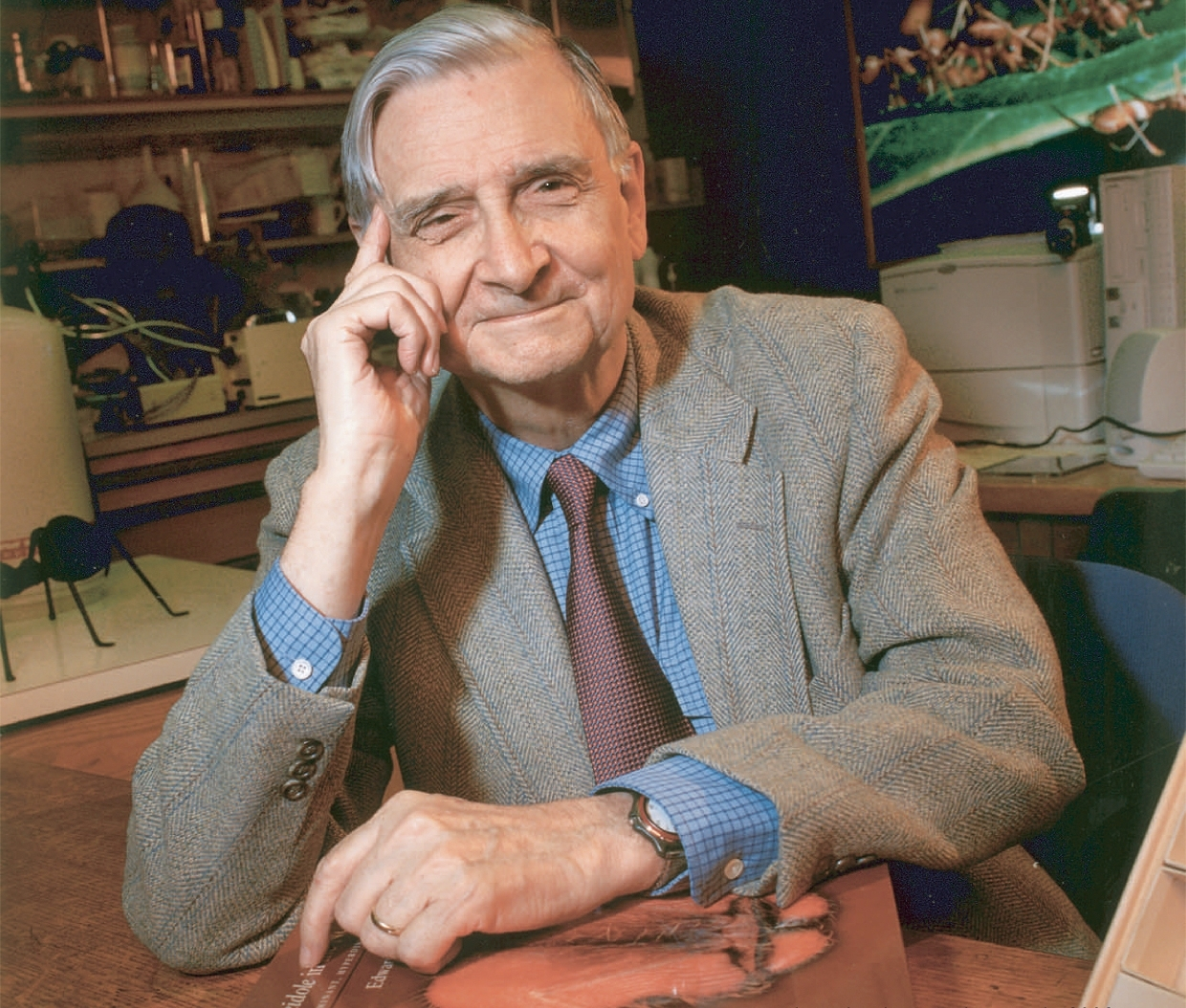
Профессор Эдвард Уилсон, автор первого описания вида.

Pheidole anima  (лат.) — вид муравьёв рода Pheidole из подсемейства Myrmicinae (Formicidae). Новый Свет.

## Распространение
Южная Америка: Гондурас (Minas Las Animas, над Valle de Angeles, 1580 м).

## Описание
Мелкие земляные мирмициновые муравьи, длина около 2—3 мм, солдаты и рабочие коричневого цвета (характерные для рода большеголовые солдаты немного крупнее рабочих). Проподеум выпуклый. Затылочный край головы солдат вогнутый. Усики рабочих 12-члениковые с 3-члениковой булавой. Ширина головы крупных солдат — 1,00 мм (длина головы — 1,00 мм). Ширина головы мелких рабочих 0,52 мм, длина головы 0,64 мм, длина скапуса — 0,74 мм. Стебелёк между грудкой и брюшком состоит из двух члеников: петиолюса и постпетиолюса (последний четко отделен от брюшка). Pheidole anima относится к видовой группе Pheidole diligens Group и сходен с видами Pheidole diligens, Pheidole gagates, Pheidole nubila, Pheidole piceonigra, Pheidole radoszkowskii, Pheidole stigma, Pheidole triconstricta, но отличается гладкой задней половиной головы, волоски на груди почти отсутствуют или редки. Вид описан в 2003 году американским мирмекологом профессором Эдвардом Уилсоном.